# Pro Bowl

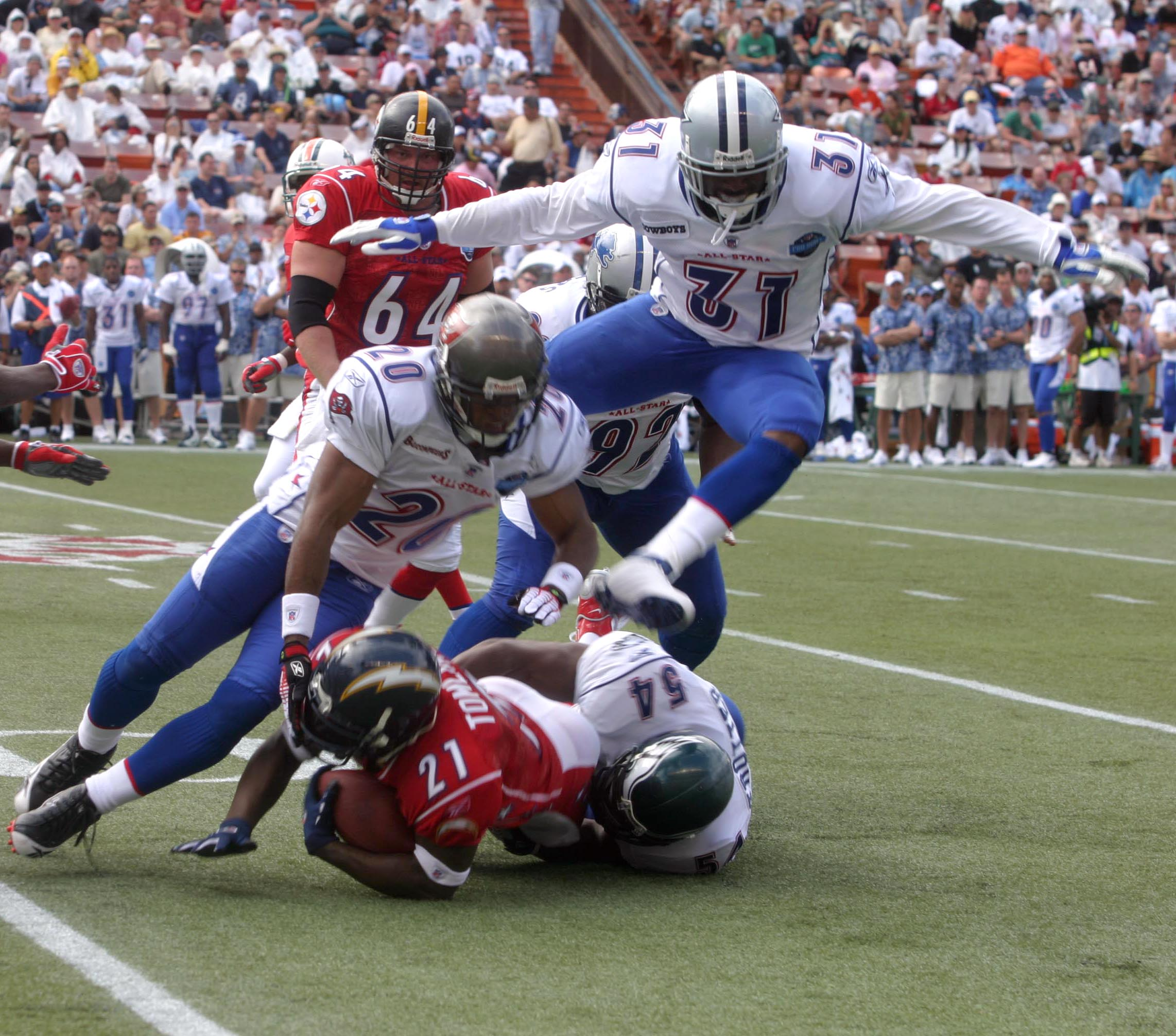
Pro Bowl 2006, Hawaii, Tackling

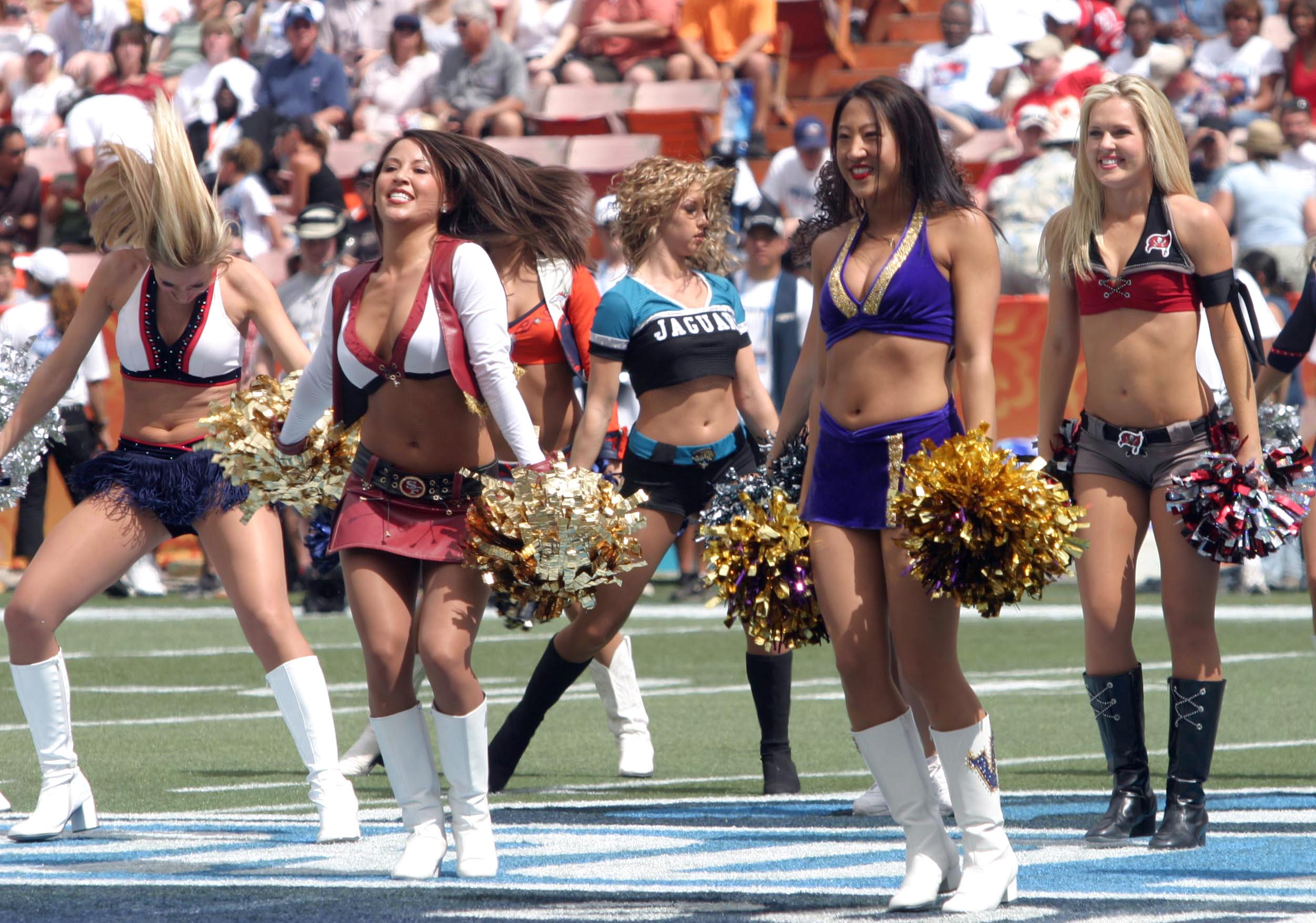
Pro Bowl 2006, Hawaii, Cheerleading

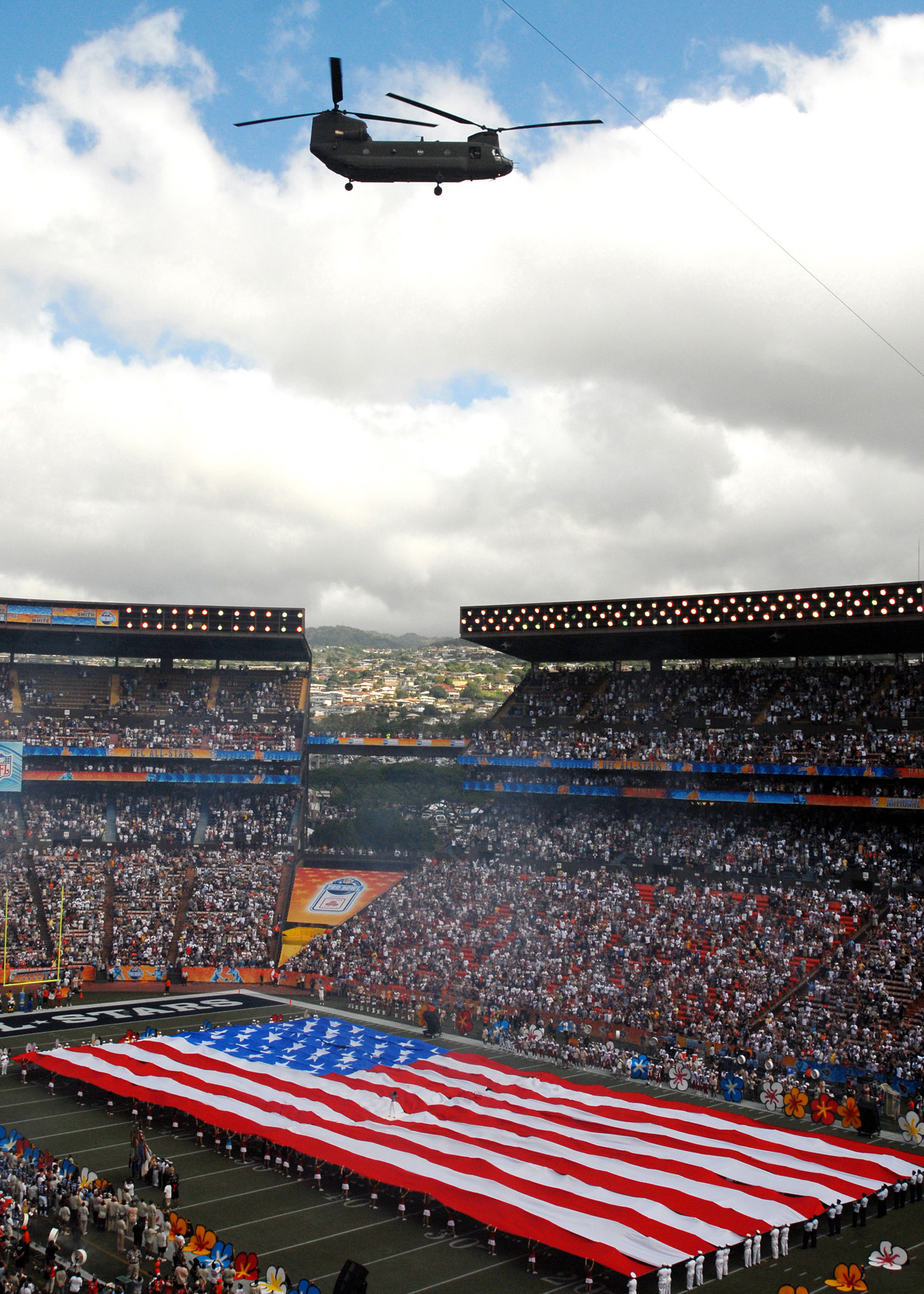
Pro Bowl 2008 im Aloha Stadium

Der Pro Bowl (seit 2023 die Pro Bowl Games) ist das All-Star-Spiel der nordamerikanischen National Football League (NFL). Er wurde offiziell AFC-NFC Pro Bowl genannt, weil die Teams fest nach der Conference der gewählten Spieler zusammengestellt wurden, zwischenzeitlich von 2014 bis 2016 wurden die Teams in einem Draft zusammengestellt. Bis 2009 fand er als letztes Spiel der Saison statt, für gewöhnlich eine Woche nach dem Super Bowl, seitdem in der Woche zwischen den Conference Championship Games und dem Super Bowl. Von 1980 bis 2009 wurde der Pro Bowl alljährlich im Aloha Stadium in Honolulu ausgetragen. Ab 2010 sollte der Pro Bowl nicht mehr fest nach Honolulu vergeben werden, sondern an wechselnden Spielorten stattfinden. Von dieser Idee nahm die NFL allerdings bereits nach einem Spiel in Miami zunächst wieder Abstand. Von 2017 bis 2020 fand der Pro Bowl im Camping World Stadium in Orlando statt. Für Spieler, Coaches, Schiedsrichter und Cheerleader ist es ehrenvoll, für die Teilnahme an der Pro Bowl nominiert zu werden.

## Geschichte
Ein All-Star-Spiel zwischen dem neuen Meister der Liga und einer Auswahlmannschaft wurde erstmals im Januar 1939 (am Ende der Saison 1938) dem NFL-Spielplan hinzugefügt. Im ersten Spiel auf dem Wrigley Field in Los Angeles schlugen die New York Giants eine Auswahlmannschaft aller NFL-Teams (mit vereinzelten Spielern der Los Angeles Bulldogs und der Hollywood Allstars).
Die NFL reformierte den Pro Bowl 1951, von nun an wurde sie zu einem Wettkampf zwischen zwei All-Star-Teams der einzelnen Ligen: „American“ gegen „National“ (1951–1953), „Eastern“ gegen „Western“ (1954–1970) und seit 1971 aufgrund des Zusammenschlusses von NFL und AFL zur NFL, analog zum Super Bowl, ein Spiel der „AFC“ gegen die „NFC“.
Die Stimmrechte für die Auswahl der teilnehmenden Spieler werden zu je einem Drittel auf Spieler, Trainer und die Öffentlichkeit verteilt. Fans können während der Saison auf der NFL-Webseite am „Pro Bowl Ballot“ teilnehmen.
Der Coachingstaff (Trainerstab) für die beiden Pro-Bowl-Teams setzte sich bis 2009 aus den Staffs der jeweiligen Verliererteams der Championship-Spiele zusammen, sozusagen den Verlierern der Play-off-Halbfinalbegegnungen. Durch die Verlegung des Pro Bowls auf den Sonntag vor dem Super Bowl zeigte sich 2009, dass die Vorbereitungszeit für die Trainer zu kurz war. 2010 wurde deshalb eine neue Regelung eingeführt. Auswahltrainer wurde nun der Head Coach eines Teams, welches bereits in den Divisional Play-offs (dem „Viertelfinale“) ausgeschieden war. Da in dieser Runde pro Conference jeweils zwei Teams ausscheiden, wird nun derjenige Head Coach Auswahltrainer, dessen Mannschaft in der Regular Season erfolgreicher war. Weisen beide Teams dieselbe Saisonbilanz auf, entscheidet die Play-off-Setzliste. Beispiel: In der AFC schieden in der Saison 2010 die New England Patriots und die Baltimore Ravens in den Divisional Play-offs aus. Die Patriots hatten eine Saisonbilanz von 14:2, die Ravens von 12:4. Also wurde der Head Coach der Patriots, Bill Belichick, Auswahltrainer der AFC beim Pro Bowl am 30. Januar 2011.
Im September 2022 gab die NFL die Abschaffung des Pro Bowl bekannt und kündigte stattdessen die „Pro Bowl Games“ mit einem Flag-Football-Spiel zwischen AFC- und NFC-Champion an.

## Regelunterschiede
Beim Pro Bowl werden leicht abgeänderte Regeln verwendet, um das Spiel sicherer zu machen.
- Keine Motions oder Shifts der Offense-Line.
- In jeder Offense-Formation muss ein Tight End und ein Runningback aufgestellt sein.
- Intentional Grounding durch den Quarterback wird nicht bestraft.
- Die Defense spielt immer im 4-3-System (vier Defensive Linemen und drei Linebacker), Cover 2 ist erlaubt
- Wide Receiver dürfen nach dem Snap nicht attackiert werden (Bump-and-run), außer der Spielzug beginnt innerhalb der letzten fünf Yards vor der Endzone.
- Attacken auf den Quarterback (Blitz) sind nicht erlaubt.
- Beim Punt, Field Goal oder Point after Touchdown (PAT) darf der kickende Spieler nicht attackiert werden.
- Es gibt keine Kickoffs, stattdessen wird der Ball nach jedem Punktgewinn und zu Beginn eines jeden Viertels an der 25-Yard-Linie platziert. Auch auf den Free-Kick nach einem Safety wird verzichtet.
- Two-Minute Warning in jedem Viertel.
- Die Play Clock startet bei 35 statt bei 40 Sekunden.
- Innerhalb der letzten 2 Minuten jedes Viertels wird die Uhr angehalten, falls die Offense keinen Raumgewinn erzielen kann.
- Die Roster bestehen aus 44 Spielern.
- Nach unvollständigen Pässen startet die Uhr auf Signal des Referees wieder (nur außerhalb der letzten zwei Minuten im zweiten Viertel und der zweiten Overtime und außerhalb der letzten 5 Minuten im vierten Viertel und der vierten Overtime).

## Kritik
Der Pro Bowl geriet zu Beginn der 2010er Jahre heftig in die Kritik der Medien, Fans und auch der NFL selbst. Die Kritik zeigte sich unter anderem darin, dass es in naher Vergangenheit nicht gelang, das Stadion auszuverkaufen. Außerdem äußerten viele Fans Kritik über den fehlenden Einsatz der Spieler. Ein weiterer wichtiger Grund war, dass ab 2010 der Pro Bowl nicht mehr nach, sondern vor dem Super Bowl ausgetragen wurde: Die Folge war, dass jene Spieler, die im Super Bowl antraten, vom Pro Bowl entschuldigt wurden. Dies trug naturgemäß dazu bei, dass im Pro Bowl viele herausragende Spieler nicht mehr mitwirkten.
Nachdem beim Pro Bowl im Jahr 2012 aufgrund des sehr schwachen Einsatzes der Spieler bereits nach einigen Minuten Pfiffe und Unmutsbekundungen der Fans zu hören waren, stellte der Commissioner der NFL, Roger Goodell, sogar den Pro Bowl an sich in Frage:

“We're either going to have to improve the quality of what we're doing in the Pro Bowl or consider other changes or even considering eliminating the game if that's the kind of quality game we're going to provide.”

„Wir müssen entweder die Qualität dessen, was wir beim Pro Bowl tun, anheben oder über andere Änderungen nachdenken. Wir müssen uns sogar Gedanken über die Abschaffung des Pro Bowls machen, falls wir weiter Spiele dieser Qualität abliefern.“

Nachdem in Folge des Pro-Bowl-2012-Spiels Gespräche mit der National Football League Players Association (NFLPA, Spielergewerkschaft) geführt wurden, in welcher die Gewerkschaft deutlich machte, dass die Spieler das Spiel beibehalten möchten, arbeitete man zusammen ein neues Konzept aus, welches sich vom System der Conference-Teams abwendet und auf einem Draft aus allen gewählten Spielern basiert. Die erste Ausgabe des Pro Bowls mit dem neuen System im Jahr 2014 war durch ein kämpferisches Auftreten der Defenses und einen spannenden Spielverlauf geprägt, sodass die Verantwortlichen zufrieden waren.
Ein weiterer Kritikpunkt ist das Wahlsystem selbst, in dem ein Drittel der Pro-Bowl-Wahl von den Fans bestimmt ist. Dies trägt dazu bei, dass Spieler aus populären Großstadtteams eine größere Chance haben. Spieler aus der Pro Football Hall of Fame, die trotz herausragenden Leistungen nur ein Mal in den Pro Bowl gewählt wurden, waren u. a. Ray Nitschke von den Green Bay Packers sowie John Riggins, der seine einzige Nominierung als Mitglied der New York Jets schaffte und während seines Karrierehöhepunkts bei den Washington Redskins nie gewählt wurde.

## Outfits
Bis einschließlich 2013 wurde wie folgt verfahren: Das Team der Conference, die in der Saison zuvor den Super-Bowl-Gewinner stellte, war Heimmannschaft. Die Traditionsfarbe der NFC war blau, die der AFC rot. Jeder Pro-Bowl-Spieler trägt den Helm seines NFL-Teams und hat Aufnäher seines Team-Logos auf dem Jersey. Er trägt die gleiche Trikotnummer wie in seinem eigenen Team, wobei die doppelte Vergabe von Nummern erlaubt ist. Die Headcoaches trugen bis 2009 traditionell entsprechend rote oder blaue Hawaiihemden.

## Besonderheit
Der Begriff All Star wird beim Pro Bowl durch die NFL offiziell nicht geführt. Unter All-Star-Spiel versteht man eigentlich das bis 1969 ausgetragene „American Football League All-Star Game“. Da es sich bei dem Pro Bowl aber um das Auswahlspiel der beliebtesten/besten Spieler einer Saison handelt, steht es damit einem All-Star-Spiel gleich, wie es zum Beispiel in der MLB ausgespielt wird.

## Ergebnisse

### NFL All-Star Games (1938–1942)
In diesen Partien wurde kein Spieler als Most Valuable Player gekürt
| Saison | Datum             | Ergebnis                                | Spielstätte                      | Head-Coaches                                                           |
| ------ | ----------------- | --------------------------------------- | -------------------------------- | ---------------------------------------------------------------------- |
| 1938   | 15. Januar 1939   | New York Giants 13:10 Pro All-Stars     | Wrigley Field, Los Angeles, CA   | AS: Ray Flaherty (Washington) & Gus Henderson (Detroit) NY: Steve Owen |
| 1939   | 14. Januar 1940   | Green Bay Packers 16:7 NFL All-Stars    | Gilmore Stadium, Los Angeles, CA | AS: Steve Owen (New York) GB: Curly Lambeau                            |
| 1940   | 29. Dezember 1940 | Chicago Bears 28:14 NFL All-Stars       | Gilmore Stadium, Los Angeles, CA | AS: Ray Flaherty (Washington) CB: George Halas                         |
| 1941   | 4. Januar 1942    | Chicago Bears 35:24 NFL All-Stars       | Polo Grounds, New York City, NY  | AS: Steve Owen (New York) CB: George Halas                             |
| 1942   | 27. Dezember 1942 | NFL All-Stars 17:14 Washington Redskins | Shibe Park, Philadelphia, PA     | AS: Hunk Anderson (Chicago Bears) Wash: Ray Flaherty                   |

- 1943–1950 – Keine Spiele

### NFL Pro Bowls (1951–1970)
| Saison | Datum           | Ergebnis                                      | Most Valuable Players                                                                          | Spielstätte                                    | Head Coaches                                                   | TV-Sender |
| ------ | --------------- | --------------------------------------------- | ---------------------------------------------------------------------------------------------- | ---------------------------------------------- | -------------------------------------------------------------- | --------- |
| 1950   | 14. Januar 1951 | American Conference 28:27 National Conference | Otto Graham, Cleveland Browns, Quarterback                                                     | Los Angeles Memorial Coliseum, Los Angeles, CA | AC: Paul Brown, Cleveland NC: Joe Stydahar, Los Angeles        |           |
| 1951   | 12. Januar 1952 | National Conference 30:13 American Conference | Dan Towler, Los Angeles Rams, Runningback                                                      | Los Angeles Memorial Coliseum, Los Angeles, CA | AC: Paul Brown, Cleveland NC: Joe Stydahar, Los Angeles        | NBC       |
| 1952   | 10. Januar 1953 | National Conference 27:7 American Conference  | Don Doll, Detroit Lions, Defensive Back                                                        | Los Angeles Memorial Coliseum, Los Angeles, CA | AC: Paul Brown, Cleveland NC: Buddy Parker, Detroit            | NBC       |
| 1953   | 17. Januar 1954 | East 20:9 West                                | Chuck Bednarik, Philadelphia Eagles, Linebacker                                                | Los Angeles Memorial Coliseum, Los Angeles, CA | EC: Paul Brown, Cleveland WC: Buddy Parker, Detroit            | DuMont    |
| 1954   | 16. Januar 1955 | West 26:19 East                               | Billy Wilson, San Francisco 49ers, End                                                         | Los Angeles Memorial Coliseum, Los Angeles, CA | EC: Jim Trimble, Philadelphia WC: Buck Shaw, San Francisco     |           |
| 1955   | 15. Januar 1956 | East 31:30 West                               | Ollie Matson, Chicago Cardinals, Runningback                                                   | Los Angeles Memorial Coliseum, Los Angeles, CA | EC: Joe Kuharich, Washington WC: Sid Gillman, Los Angeles      |           |
| 1956   | 13. Januar 1957 | West 19:10 East                               | Back: Bert Rechichar, Baltimore Colts Lineman: Ernie Stautner, Pittsburgh Steelers             | Los Angeles Memorial Coliseum, Los Angeles, CA | EC: Jim Lee Howell, New York WC: Paddy Driscoll, Chicago Bears |           |
| 1957   | 12. Januar 1958 | West 26:7 East                                | Back: Hugh McElhenny, San Francisco 49ers Lineman: Gene Brito, Washington Redskins             | Los Angeles Memorial Coliseum, Los Angeles, CA | EC: Buddy Parker, Pittsburgh WC: George Wilson, Detroit        | NBC       |
| 1958   | 11. Januar 1959 | East 28:21 West                               | Back: Frank Gifford, New York Giants Lineman: Doug Atkins, Chicago Bears                       | Los Angeles Memorial Coliseum, Los Angeles, CA | EC: Jim Lee Howell, New York WC: Weeb Ewbank, Baltimore        | NBC       |
| 1959   | 17. Januar 1960 | West 38:21 East                               | Back: Johnny Unitas, Baltimore Colts Lineman: Eugene „Big Daddy“ Lipscomb, Pittsburgh Steelers | Los Angeles Memorial Coliseum, Los Angeles, CA | EC: Buck Shaw, Philadelphia WC: Red Hickey, San Francisco      | NBC       |
| 1960   | 15. Januar 1961 | West 35:31 East                               | Back: Johnny Unitas, Baltimore Colts Lineman: Sam Huff, New York Giants                        | Los Angeles Memorial Coliseum, Los Angeles, CA | EC: Buck Shaw, Philadelphia WC: Vince Lombardi, Green Bay      | NBC       |
| 1961   | 14. Januar 1962 | West 31:30 East                               | Back: Jim Brown, Cleveland Browns Lineman: Henry Jordan, Green Bay Packers                     | Los Angeles Memorial Coliseum, Los Angeles, CA | EC: Allie Sherman, New York WC: Norm Van Brocklin, Minnesota   | NBC       |
| 1962   | 13. Januar 1963 | East 30:20 West                               | Back: Jim Brown, Cleveland Browns Lineman: Eugene „Big Daddy“ Lipscomb, Pittsburgh Steelers    | Los Angeles Memorial Coliseum, Los Angeles, CA | EC: Allie Sherman, New York WC: Vince Lombardi, Green Bay      | NBC       |
| 1963   | 12. Januar 1964 | West 31:17 East                               | Back: Johnny Unitas, Baltimore Colts Lineman: Gino Marchetti, Baltimore Colts                  | Los Angeles Memorial Coliseum, Los Angeles, CA | EC: Allie Sherman, New York WC: George Halas, Chicago          | NBC       |
| 1964   | 10. Januar 1965 | West 34:14 East                               | Back: Fran Tarkenton, Vikings Lineman: Terry Barr, Detroit Lions                               | Los Angeles Memorial Coliseum, Los Angeles, CA | EC: Blanton Collier, Cleveland WC: Don Shula, Baltimore        | NBC       |
| 1965   | 15. Januar 1966 | East 36:7 West                                | Back: Jim Brown, Cleveland Browns Lineman: Dale Meinert, St. Louis Cardinals                   | Los Angeles Memorial Coliseum, Los Angeles, CA | EC: Blanton Collier, Cleveland WC: Vince Lombardi, Green Bay   | CBS       |
| 1966   | 22. Januar 1967 | East 20:10 West                               | Back: Gale Sayers, Chicago Bears Lineman: Floyd Peters, Philadelphia Eagles                    | Los Angeles Memorial Coliseum, Los Angeles, CA | EC: Tom Landry, Dallas WC: George Allen, Los Angeles           | CBS       |
| 1967   | 21. Januar 1968 | West 38:20 East                               | Back: Gale Sayers, Chicago Bears Lineman: Dave Robinson, Green Bay Packers                     | Los Angeles Memorial Coliseum, Los Angeles, CA | EC: Otto Graham, Washington WC: Don Shula, Baltimore           | CBS       |
| 1968   | 19. Januar 1969 | West 10:7 East                                | Back: Roman Gabriel, Los Angeles Rams Lineman: Merlin Olsen, Los Angeles Rams                  | Los Angeles Memorial Coliseum, Los Angeles, CA | EC: Tom Landry, Dallas WC: George Allen, Los Angeles           | CBS       |
| 1969   | 18. Januar 1970 | West 16:13 East                               | Back: Gale Sayers, Chicago Bears Lineman: George Andrie, Dallas Cowboys                        | Los Angeles Memorial Coliseum, Los Angeles, CA | EC: Tom Fears, New Orleans WC: Norm Van Brocklin, Atlanta      | CBS       |

### AFC – NFC Pro Bowls (1971–2013)
| Datum            | Ergebnis AFC – NFC | Sieger | Most Valuable Player(s)                                                       | Spielstätte                                    | Head-Coaches                                                              | TV-Sender |
| ---------------- | ------------------ | ------ | ----------------------------------------------------------------------------- | ---------------------------------------------- | ------------------------------------------------------------------------- | --------- |
| 24. Januar 1971  | 6:27               | NFC    | Lineman: Fred Carr, Packers Back: Mel Renfro, Cowboys                         | Los Angeles Memorial Coliseum, Los Angeles, CA | AFC: John Madden, Oakland NFC: Dick Nolan, San Francisco                  | CBS       |
| 23. Januar 1972  | 26:13              | AFC    | Defense: Willie Lanier, Chiefs Offense: Jan Stenerud, Chiefs                  | Los Angeles Memorial Coliseum, Los Angeles, CA | AFC: Don McCafferty, Baltimore NFC: Dick Nolan, San Francisco             | NBC       |
| 21. Januar 1973  | 33:28              | AFC    | O.J. Simpson, Bills, Runningback                                              | Texas Stadium, Irving, TX                      | AFC: Chuck Noll, Pittsburgh NFC: Tom Landry, Dallas                       | CBS       |
| 20. Januar 1974  | 15:13              | AFC    | Garo Yepremian, Dolphins, Kicker                                              | Arrowhead Stadium, Kansas City, MO             | AFC: John Madden, Oakland NFC: Tom Landry, Dallas                         | NBC       |
| 20. Januar 1975  | 10:17              | NFC    | James Harris, Rams, Quarterback                                               | Miami Orange Bowl, Miami, FL                   | AFC: John Madden, Oakland NFC: Chuck Knox, Los Angeles                    | ABC       |
| 26. Januar 1976  | 20:23              | NFC    | Billy Johnson, Oilers, Kick Returner                                          | Louisiana Superdome, New Orleans, LA           | AFC: John Madden, Oakland NFC: Chuck Knox, Los Angeles                    | ABC       |
| 17. Januar 1977  | 24:14              | AFC    | Mel Blount, Steelers, Safety                                                  | Kingdome, Seattle, WA                          | AFC: Chuck Noll, Pittsburgh NFC: Chuck Knox, Los Angeles                  | ABC       |
| 23. Januar 1978  | 13:14              | NFC    | Walter Payton, Bears, Runningback                                             | Tampa Stadium, Tampa, FL                       | AFC: John Madden, Oakland NFC: Bud Grant, Minnesota                       | ABC       |
| 29. Januar 1979  | 7:13               | NFC    | Ahmad Rashad, Vikings, Wide Receiver                                          | Los Angeles Memorial Coliseum, Los Angeles, CA | AFC: Bum Phillips, Houston NFC: Ray Malavasi, Los Angeles                 | ABC       |
| 27. Januar 1980  | 27:37              | NFC    | Chuck Muncie, Saints, Runningback                                             | Aloha Stadium, Honolulu, HI                    | AFC: Bum Phillips, Houston NFC: John McKay, Tampa Bay                     | ABC       |
| 1. Februar 1981  | 7:21               | NFC    | Eddie Murray, Lions, Kicker                                                   | Aloha Stadium, Honolulu, HI                    | AFC: Don Coryell, San Diego NFC: Tom Landry, Dallas                       | ABC       |
| 31. Januar 1982  | 16:13              | AFC    | Lee Roy Selmon, Buccaneers, Defensive End Kellen Winslow, Chargers, Tight End | Aloha Stadium, Honolulu, HI                    | AFC: Don Coryell, San Diego NFC: Tom Landry, Dallas                       | ABC       |
| 6. Februar 1983  | 19:20              | NFC    | Dan Fouts, Chargers, Quarterback John Jefferson, Packers, Wide Receiver       | Aloha Stadium, Honolulu, HI                    | AFC: Walt Michaels, N.Y. Jets NFC: Tom Landry, Dallas                     | ABC       |
| 29. Januar 1984  | 3:45               | NFC    | Joe Theismann, Redskins, Quarterback                                          | Aloha Stadium, Honolulu, HI                    | AFC: Chuck Knox, Seattle NFC: Bill Walsh, San Francisco                   | ABC       |
| 27. Januar 1985  | 22:14              | AFC    | Mark Gastineau, Jets, Defensive End                                           | Aloha Stadium, Honolulu, HI                    | AFC: Chuck Noll, Pittsburgh NFC: Mike Ditka, Chicago                      | ABC       |
| 2. Februar 1986  | 24:28              | NFC    | Phil Simms, Giants, Quarterback                                               | Aloha Stadium, Honolulu, HI                    | AFC: Don Shula, Miami NFC: John Robinson, L.A. Rams                       | ABC       |
| 1. Februar 1987  | 10:6               | AFC    | Reggie White, Eagles, Defensive End                                           | Aloha Stadium, Honolulu, HI                    | AFC: Marty Schottenheimer, Cleveland NFC: Joe Gibbs, Washington           | ABC       |
| 7. Februar 1988  | 15:6               | AFC    | Bruce Smith, Bills, Defensive End                                             | Aloha Stadium, Honolulu, HI                    | AFC: Marty Schottenheimer, Cleveland NFC: Jerry Burns, Minnesota          | ESPN      |
| 29. Januar 1989  | 3:34               | NFC    | Randall Cunningham, Eagles, Quarterback                                       | Aloha Stadium, Honolulu, HI                    | AFC: Marv Levy, Buffalo NFC: Mike Ditka, Chicago                          | ESPN      |
| 4. Februar 1990  | 21:27              | NFC    | Jerry Gray, Rams, Cornerback                                                  | Aloha Stadium, Honolulu, HI                    | AFC: Bud Carson, Cleveland NFC: John Robinson, L.A. Rams                  | ESPN      |
| 3. Februar 1991  | 23:21              | AFC    | Jim Kelly, Bills, Quarterback                                                 | Aloha Stadium, Honolulu, HI                    | AFC: Art Shell, L.A. Raiders NFC: George Seifert, San Francisco           | ESPN      |
| 2. Februar 1992  | 15:21              | NFC    | Michael Irvin, Cowboys, Wide Receiver                                         | Aloha Stadium, Honolulu, HI                    | AFC: Dan Reeves, Denver NFC: Wayne Fontes, Detroit                        | ESPN      |
| 7. Februar 1993  | 23:20 (OT)         | AFC    | Steve Tasker, Bills, Special Teams                                            | Aloha Stadium, Honolulu, HI                    | AFC: Don Shula, Miami NFC: George Seifert, San Francisco                  | ESPN      |
| 6. Februar 1994  | 3:17               | NFC    | Andre Rison, Falcons, Wide Receiver                                           | Aloha Stadium, Honolulu, HI                    | AFC: Marty Schottenheimer, Kansas City NFC: George Seifert, San Francisco | ESPN      |
| 5. Februar 1995  | 41:13              | AFC    | Marshall Faulk, Colts, Runningback                                            | Aloha Stadium, Honolulu, HI                    | AFC: Bill Cowher, Pittsburgh NFC: Barry Switzer, Dallas                   | ABC       |
| 4. Februar 1996  | 13:20              | NFC    | Jerry Rice, 49ers, Wide Receiver                                              | Aloha Stadium, Honolulu, HI                    | AFC: Ted Marchibroda, Indianapolis NFC: Mike Holmgren, Green Bay          | ABC       |
| 2. Februar 1997  | 26:23 (OT)         | AFC    | Mark Brunell, Jaguars, Quarterback                                            | Aloha Stadium, Honolulu, HI                    | AFC: Tom Coughlin, Jacksonville NFC: Dom Capers, Carolina                 | ABC       |
| 1. Februar 1998  | 29:24              | AFC    | Warren Moon, Seahawks, Quarterback                                            | Aloha Stadium, Honolulu, HI                    | AFC: Bill Cowher, Pittsburgh NFC: Steve Mariucci, San Francisco           | ABC       |
| 7. Februar 1999  | 23:10              | AFC    | Keyshawn Johnson, Jets, Wide Receiver Ty Law, Patriots, Cornerback            | Aloha Stadium, Honolulu, HI                    | AFC: Bill Belichick, N.Y. Jets NFC: Dennis Green, Minnesota               | ABC       |
| 6. Februar 2000  | 31:51              | NFC    | Randy Moss, Vikings, Wide Receiver                                            | Aloha Stadium, Honolulu, HI                    | AFC: Tom Coughlin, Jacksonville NFC: Tony Dungy, Tampa Bay                | ABC       |
| 4. Februar 2001  | 38:17              | AFC    | Rich Gannon, Raiders, Quarterback                                             | Aloha Stadium, Honolulu, HI                    | AFC: Jon Gruden, Oakland NFC: Dennis Green, Minnesota                     | ABC       |
| 9. Februar 2002  | 38:30              | AFC    | Rich Gannon, Raiders, Quarterback                                             | Aloha Stadium, Honolulu, HI                    | AFC: Bill Cowher, Pittsburgh NFC: Andy Reid, Philadelphia                 | ABC       |
| 2. Februar 2003  | 45:20              | AFC    | Ricky Williams, Dolphins, Runningback                                         | Aloha Stadium, Honolulu, HI                    | AFC: Jeff Fisher, Tennessee NFC: Andy Reid, Philadelphia                  | ABC       |
| 8. Februar 2004  | 52:55              | NFC    | Marc Bulger, Rams, Quarterback                                                | Aloha Stadium, Honolulu, HI                    | AFC: Tony Dungy, Indianapolis NFC: Andy Reid, Philadelphia                | ESPN      |
| 13. Februar 2005 | 38:27              | AFC    | Peyton Manning, Colts, Quarterback                                            | Aloha Stadium, Honolulu, HI                    | AFC: Bill Cowher, Pittsburgh NFC: Jim L. Mora, Atlanta                    | ESPN      |
| 12. Februar 2006 | 17:23              | NFC    | Derrick Brooks, Buccaneers, Linebacker                                        | Aloha Stadium, Honolulu, HI                    | AFC: Mike Shanahan, Denver NFC: John Fox, Carolina                        | ESPN      |
| 10. Februar 2007 | 31:28              | AFC    | Carson Palmer, Bengals, Quarterback                                           | Aloha Stadium, Honolulu, HI                    | AFC: Bill Belichick, New England NFC: Sean Payton, New Orleans            | CBS       |
| 10. Februar 2008 | 30:42              | NFC    | Adrian Peterson, Vikings, Runningback                                         | Aloha Stadium, Honolulu, HI                    | AFC: Norv Turner, San Diego NFC: Mike McCarthy, Green Bay                 | FOX       |
| 8. Februar 2009  | 21:30              | NFC    | Larry Fitzgerald, Cardinals, Wide Receiver                                    | Aloha Stadium, Honolulu, HI                    | AFC: John Harbaugh, Baltimore NFC: Andy Reid, Philadelphia                | NBC       |
| 31. Januar 2010  | 41:34              | AFC    | Matt Schaub, Texans, Quarterback                                              | Sun Life Stadium, Miami Gardens, FL            | AFC: Norv Turner, San Diego NFC: Wade Phillips, Dallas                    | ESPN      |
| 30. Januar 2011  | 41:55              | NFC    | DeAngelo Hall, Redskins, Cornerback                                           | Aloha Stadium, Honolulu, HI                    | AFC: Bill Belichick, New England NFC: Mike Smith, Atlanta                 | FOX       |
| 29. Januar 2012  | 59:41              | AFC    | Brandon Marshall, Dolphins, Wide Receiver                                     | Aloha Stadium, Honolulu, HI                    | AFC: Gary Kubiak, Houston NFC: Mike McCarthy, Green Bay                   | NBC       |
| 27. Januar 2013  | 35:62              | NFC    | Kyle Rudolph, Vikings, Tight End                                              | Aloha Stadium, Honolulu, HI                    | AFC: John Fox, Denver NFC: Mike McCarthy, Green Bay                       | NBC       |
| Gesamtstand      | AFC – NFC          | 21:22  |                                                                               |                                                |                                                                           |           |

### Draft Pro Bowls (2014–2016)
Der Pro Bowl war immer wieder in die Kritik geraten. Zum einen, weil es die Spieler selbst für ein All-Star-Spiel mit ihrer Einstellung zu locker nahmen, und zum anderen, weil durch die Regelung, dass aus den beiden Conferences auf jeder Position gleich viele Spieler dabei sein müssen, nicht immer die Besten gewählt wurden. Die NFL überarbeitete deshalb das Konzept, und in der Saison 2013 bis zur Saison 2015 wurden die Teams nach einem neuen Format zusammengestellt. Außerdem gab es leicht veränderte Spielregeln. Die Teams traten nicht mehr in zwei Conference-Equipen an (AFC gegen NFC), sondern wurden von zwei Hall of Famern ausgewählt.
| Jahr | Datum           | Ergebnis                     | Most Valuable Players                                                                 | Spielstätte                                 | Head Coaches                                                                            | TV-Sender |
| ---- | --------------- | ---------------------------- | ------------------------------------------------------------------------------------- | ------------------------------------------- | --------------------------------------------------------------------------------------- | --------- |
| 2014 | 26. Januar 2014 | Team Rice 22:21 Team Sanders | Offense: Nick Foles, Philadelphia Eagles Defense: Derrick Johnson, Kansas City Chiefs | Aloha Stadium, Honolulu, HI                 | Team Rice: Ron Rivera, Carolina Panthers Team Sanders: Chuck Pagano, Indianapolis Colts | NBC       |
| 2015 | 25. Januar 2015 | Team Carter 28:32 Team Irvin | Offense: Matthew Stafford, Detroit Lions Defense: J. J. Watt, Houston Texans          | University of Phoenix Stadium, Glendale, AZ | Team Carter: John Harbaugh, Baltimore Ravens Team Irvin: Jason Garrett, Dallas Cowboys  | ESPN      |
| 2016 | 31. Januar 2016 | Team Rice 27:49 Team Irvin   | Offense: Russell Wilson, Seattle Seahawks Defense: Michael Bennett, Seattle Seahawks  | Aloha Stadium, Honolulu, HI                 | Team Rice: Andy Reid, Kansas City Chiefs Team Irvin: Winston Moss, Green Bay Packers    | ESPN      |

### AFC – NFC Pro Bowl (2017–2022)
Am 2. Juni 2016 wurde bekannt gegeben, dass ab dem Pro Bowl 2017 wieder Auswahl-Mannschaften der beiden Conferences gegeneinander spielen werden. Der Pro Bowl 2021 wurde pandemiebedingt nicht ausgetragen. An dessen Stelle wurde ein Multiplayer-Spiel über Madden NFL 2021 mit Vertretern beider Conferences durchgeführt, welches die NFC mit 32:12 gewann. Bei der Siege-Statistik ist dies nicht berücksichtigt.
| Jahr                  | Datum                 | Ergebnis AFC – NFC | Sieger | Most Valuable Players                                                                  | Spielstätte                        | Head Coaches                                                             | TV-Sender |
| --------------------- | --------------------- | ------------------ | ------ | -------------------------------------------------------------------------------------- | ---------------------------------- | ------------------------------------------------------------------------ | --------- |
| 2017                  | 29. Januar 2017       | 20:13              | AFC    | Offense: Travis Kelce, Kansas City Chiefs Defense: Lorenzo Alexander, Buffalo Bills    | Camping World Stadium, Orlando, FL | AFC: Andy Reid, Kansas City NFC: Jason Garrett, Dallas                   | ESPN      |
| 2018                  | 28. Januar 2018       | 24:23              | AFC    | Offense: Delanie Walker, Tennessee Titans Defense: Von Miller, Denver Broncos          | Camping World Stadium, Orlando, FL | AFC: Mike Tomlin, Pittsburgh NFC: Sean Payton, New Orleans               | ESPN      |
| 2019                  | 27. Januar 2019       | 26:7               | AFC    | Offense: Patrick Mahomes, Kansas City Chiefs Defense:Jamal Adams, New York Jets        | Camping World Stadium, Orlando, FL | AFC: Anthony Lynn, Chargers NFC: Jason Garrett, Dallas                   | ESPN      |
| 2020                  | 26. Januar 2020       | 38:33              | AFC    | Offense: Lamar Jackson, Baltimore Ravens Defense:Calais Campbell, Jacksonville Jaguars | Camping World Stadium, Orlando, FL | AFC: John Harbaugh, Baltimore Ravens NFC: Pete Carroll, Seattle Seahawks | ESPN      |
| 2022                  | 6. Februar 2022       | 41:35              | AFC    | Offense: Justin Herbert, Los Angeles Chargers Defense:Maxx Crosby, (Las Vegas Raiders) | Allegiant Stadium, Paradise, NV    | AFC: Mike Vrabel, Tennessee Titans NFC: Matt LaFleur, Green Bay Packers  | ESPN      |
| Gesamtstand AFC – NFC | Gesamtstand AFC – NFC | 26:22              |        |                                                                                        |                                    |                                                                          |           |

### Pro Bowl Games (seit 2023)
| Jahr                  | Datum                 | Ergebnis AFC – NFC | Sieger | Most Valuable Players                                                                      | Spielstätte                        | Head Coaches                         | TV-Sender |
| --------------------- | --------------------- | ------------------ | ------ | ------------------------------------------------------------------------------------------ | ---------------------------------- | ------------------------------------ | --------- |
| 2023                  | 5. Februar 2023       | 33:35              | NFC    | Kirk Cousins, Minnesota Vikings                                                            | Allegiant Stadium, Paradise, NV    | AFC: Peyton Manning NFC: Eli Manning | ESPN      |
| 2024                  | 4. Februar 2024       | 59:64              | NFC    | Offensive Baker Mayfield, Tampa Bay Buccaneers Defensive Demario Davis, New Orleans Saints | Camping World Stadium, Orlando, FL | AFC: Peyton Manning NFC: Eli Manning | ESPN      |
| 2025                  | 2. Februar 2025       | 63:76              | NFC    | Offensive Jared Goff, Detroit Lions Defensive Byron Murphy, Minnesota Vikings              | Camping World Stadium, Orlando, FL | AFC: Peyton Manning NFC: Eli Manning | ESPN      |
| Gesamtstand AFC – NFC | Gesamtstand AFC – NFC | 26:25              |        |                                                                                            |                                    |                                      |           |